# 恋するジャック
「恋するジャック」（こいするジャック）は、1969年3月21日にCBS・ソニー（現：ソニー・ミュージックレーベルズ）から発売されたフォーリーブスの3枚目のシングルである。

## 収録曲
両曲共に作詞：橋本淳、作曲・編曲：すぎやまこういち
1. 恋するジャック
2. 緑の河